# غشوراميرآباد (مقاطعة دلفان)
غشوراميرآباد (بالفارسية: گشورامیرآباد) هي قرية تقع في قسم كاكاوند الشرقي الريفي (مقاطعة دلفان) في إيران. يقدر عدد سكانها بـ 27 نسمة بحسب إحصاء 2016.